# Водабе: Пастухи солнца
«Водабе: Пастухи солнца» (нем. Wodaabe — Die Hirten der Sonne) — документальный фильм режиссёра Вернера Херцога, вышедший на экраны в 1989 году.

## Сюжет
Фильм рассказывает о народе водабе, проживающем на юге пустыни Сахара. После четырёх лет необычайной засухи люди водабе возвращаются в родные места. Большинство потеряло свои стада и превратилось в бедняков, многие всё ещё живут в палаточных лагерях. Основное внимание в фильме уделено ритуалам водабе, в частности подробно показан праздник выбора мужа геревол.